# Mainà de l'Índia
El mainà de l'Índia (Gracula indica) és una espècie d'ocell de la família dels estúrnids (Sturnidae) que habita al sud-oest de l'Índia i Sri Lanka. El seus hàbitats són els manglars, les plantacions i els boscos tropicals i subtropicals de frondoses humits de les terres baixes, bé com els de l'estatge montà. El seu estat de conservació es considera de risc mínim.